# Blend-a-med
Blend-a-med — зубная паста и прочие средства для ухода за полостью рта, являющиеся торговой маркой компании Procter & Gamble.

## Название
Blend-a-Med ― марка зубной пасты, выпускающейся с 1951 года компанией Blendax GmbH (г. Майнц, Германия). После того, как она вошла в 1987 году в состав Procter & Gamble, формула продукта была изменена, и он стал продаваться в США под названием Crest, при этом сохранив оригинальное наименование в ряде европейских стран (Германия, Сербия, Болгария, Украина, Польша, Венгрия, Румыния, Латвия, Россия). Во Франции, Швеции, Великобритании и на некоторых других рынках аналогичные продукты сейчас представлены под маркой Oral-B.
В России зубные пасты реализуются с 1993 года под брендом Blend-a-Med (исключение — Oral-B Pro-Expert Stages Ягодный взрыв), а сопутствующие продукты для гигиены полости рта носят название Oral-B. Название Crest было решено не использовать из-за созвучия со словом «крест».
Зубные пасты под брендами Blend-a-Med и Oral-B в России и европейских странах идентичны по составу соответствующим продуктам Crest на американском рынке, за исключением количества ppm фтора (1450 ppm в России и 1100 ppm в США). Различие связано с тем, что в Штатах реализуется программа фторирования воды.

## История
Первоначальный рецепт был придуман Гертой Хафер и в 1949 году передан компании Blendax. В 1951 году началось производство Blend-a-Med — первой медицинской зубной пасты в Германии. В этом же году было принято решение основать на заводе Blendax в городе Майнце одноименный научно-исследовательский центр, внутри которого был создан специальный отдел по разработке продуктов для профилактики заболеваний зубов и полости рта, предназначенных для потребителей и стоматологов и разрабатываемых силами собственных исследователей
В 1987 году компания Procter & Gamble поглотила Blendax, в результате чего состав Blend-a-Med был изменён. Он стал идентичен другому продукту Procter & Gamble — зубной пасте Crest с повышенным содержанием фтора, выпускающейся в США с 1955 года. Сегодня зубная паста Blend-a-Med выпускается в США под названием Crest, а во Франции, Швеции, Великобритании и в некоторых других странах под маркой Oral-B.
Текущий ассортимент продуктов Blend-а-Med — это профилактические и лечебные зубные пасты, большинство продукции в настоящий момент производится на заводе в Германии в соответствии с современными технологическими требованиями. Каждый продукт проходит ряд обязательных клинических испытаний в исследовательских лабораториях в Германии и США.

## Продукты в России

### Премиальные линейки
- Pro-Expert ― зубные пасты на основе стабилизированного фторида олова и полифосфатов;
- 3D White ― отбеливающие зубные пасты;
- Комплекс 7 [5]― зубные пасты для комплексного ухода.

### Среднеценовые линейки
- БИО ― зубные пасты с системой «БИО-фтор»[6] и натуральными ингредиентами;
- Анти-кариес ― зубные пасты с системой «Кальци-стат»[7];
- 3-эффект ― зубные пасты для ежедневного ухода[8];
- Oral-B Pro-Expert Stages Ягодный взрыв ― детская зубная паста (единственный продукт, представленный в России под брендом Oral-B).

## Достижения и инновации
В 70-х годах XX века компанией Procter & Gamble была запатентована формула входящего в состав зубных паст Blend-a-Med флоуристата — системы доставки фтора, способствующей обогащению зубной эмали кальцием и фосфатами и восстанавливающей природную силу эмали
В конце 1980-х годов исследователи компании Procter & Gamble смогли сделать фторид олова биодоступным, а в августе 1997 года Управление по санитарному надзору за качеством пищевых продуктов и медикаментов FDA (Foodand Drug Administration) порекомендовало применять фторида олова для борьбы с бактериальным налетом и гингивитом.
В 2004 году компания Procter & Gamble получила патент на стабилизацию фторида олова в пасте за счет добавления полифосфата. Их совместное применение позволяет одновременно решать несколько ключевых задач ухода за здоровьем полости рта — снижать образование зубного налёта и предотвращать поверхностное окрашивание эмали. Эта запатентованная формула лежит в основе линейки Blend-a-Med Pro-Expert.
Эффективность Blend-a-Med Pro-Expert признана Российским Стоматологическим Обществом в 2014 году.
Зубные пасты Blend-a-Med исключили из своего состава триклозан, так как новые исследования доказывают его небезопасность.
В настоящее время Blend-a-Med в России сотрудничает с врачом-стоматологом Ильей Дмитриевичем Коневым, членом Российского стоматологического общества (с 2012 года), выпускником Московского государственного медико-стоматологического университета, который проводит бесплатные консультации по вопросам ухода за полостью рта на сайтах Blend-a-Med..

## Научно-исследовательский центр
Компания Procter & Gamble открыла исследовательский центр Oral-B&Blend-a-Med, где учёные и инженеры работают вместе для улучшения качества и эффективности выпускаемой продукции. Для подтверждения объективности результатов разработок специалисты взаимодействуют с исследовательскими институтами государств по всему миру. Итогом каждого исследования является статья, подтверждающая инновационности и качество продукта, выпускаемая в профессиональных журналах. Также сотрудники исследовательского центра заняты вопросом повышения уровня стоматологического здоровья населения.

## Рекламные кампании
В российской рекламе Blend-a-Med некоторое время назад действие зубной пасты демонстрировалось на примере куриных яиц . Эта идея послужила источником для множества пародий.
В рекламных кампаниях Blend-a-Med периодически используются образы известных людей. В 2013 году международным послом Blend-a-Med 3D White и лицом зубной пасты Blend-a-Med 3D White Luxe Гламур стала певица Шакира. В России в разное время бренд сотрудничал с певицей и актрисой Верой Брежневой, актрисами Марией Берсеневой и Юлией Латышевой, а также журналистом Леонидом Парфеновым, который брал интервью у эксперта компании Procter&Gamble для рекламы Blend-a-Med.